# Robert Whittingham

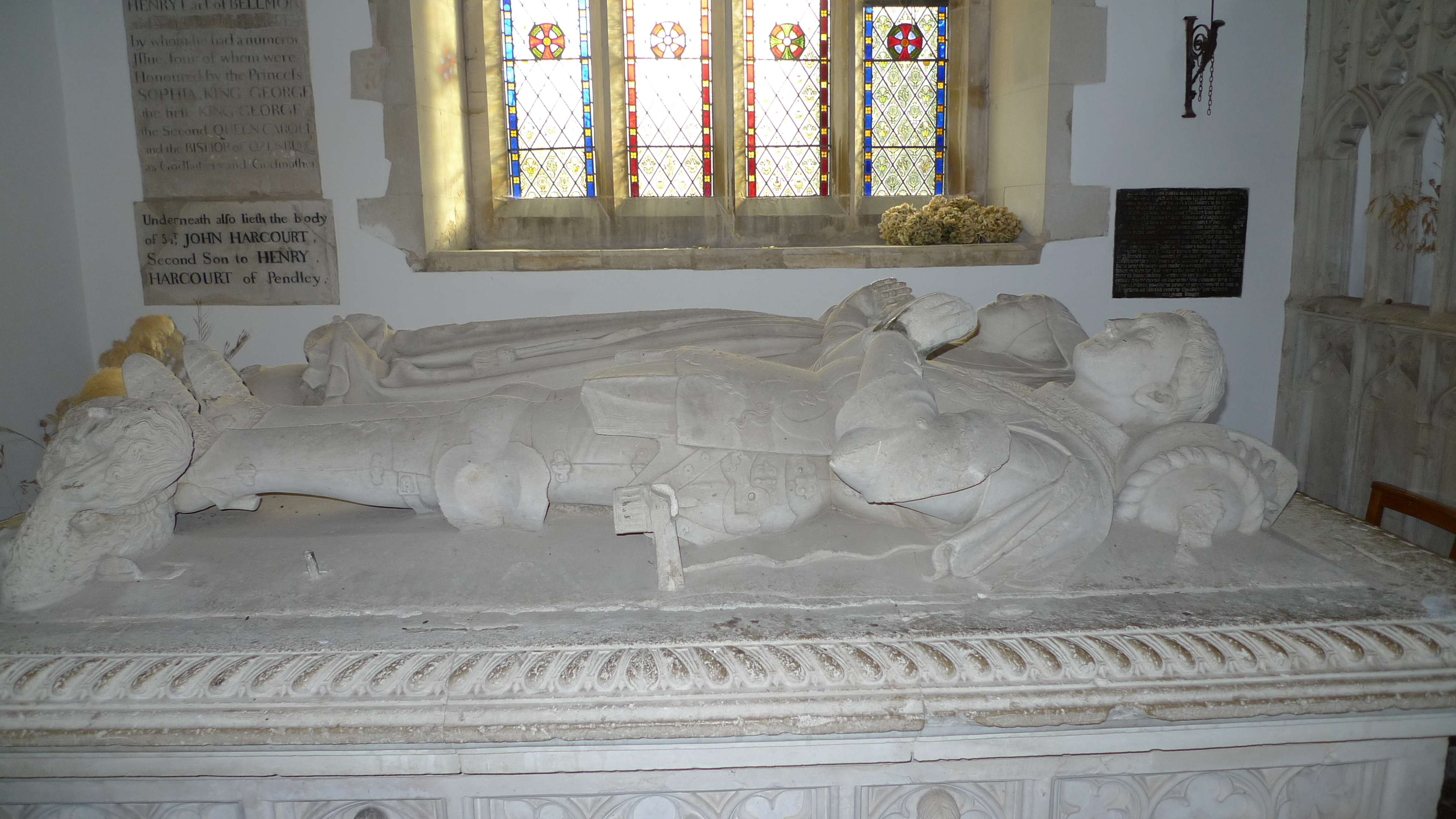
Grab von Sir Robert Whittingham und seiner Frau. 1575 von Ashridge nach St. John the Baptist, Aldbury, Hertfordshire, gebracht

Sir Robert Whittingham (* um 1420; † 4. Mai 1471 bei Tewkesbury) war ein englischer Ritter.

## Leben
Er war der älteste von vier Söhnen des Sir Robert Whittingham († 1452). Er war ein treuer Anhänger des Hauses Lancaster und des Königs Heinrich VI. und der Königin Margarete von Anjou und hatte verschiedene Posten im direkten Umfeld des Königspaares, z. B. Usher of Kings chamber, Keeper of the Queens wardrobe, Receiver-General to Prince Edward.
Er kämpfte während der Rosenkriege für das Haus Lancester bei der Schlacht von Wakefield Dezember 1460 und Towton März 1461. Nach der Niederlage bei Towton floh er gemeinsam mit Heinrich VI. und Margarete von Anjou nach Schottland ins Exil.
Nach der Krönung Eduard IV. aus dem Hause York im März 1461, wurde er durch Parlamentsbeschluss geächtet (Bill of Attainder) und verlor alle Rechte. Seine Besitztümer, z. B. Pendley Manor in Tring, Hertfordshire, wurden beschlagnahmt.
Zusammen mit Henry Beaufort, 2. Duke of Somerset und Baron Hungerford wurde er Juli 1461 von Königin Margarete nach Frankreich entsandt, um beim französischen König Karl VII. Hilfe zu erbitten. Es ging konkret um Soldaten, Schiffe und einen Kredit über 20.000 Kronen.
Noch vor ihrer Audienz starb Karl VII. am 22. Juli 1461 und sein Sohn Ludwig XI. bestieg den Thron. Ludwig XI., der Margarete von Anjou nicht freundschaftlich gesonnen war, ließ Henry Beaufort inhaftieren und Baron Hungerford und Robert Whittingham in Dieppe unter Hausarrest stellen. Ende August 1461 änderte Ludwig XI. seine Meinung, da Eduard IV. ein Verbündeter des Herzogtums Burgund, seiner Rivalen, war, und empfing Baron Hungerford und Sir Robert Whittingham und sicherte Hilfe zu.
Sir Robert verließ Frankreich und im Juni 1462 begleitete er Margarete von Anjou und ihren Sohn Edward mit einer Armee nach Carlisle, wo sie Carlisle Castle belagerten. Sie wurden aber durch die Truppen von Lord Montagu nach Westen gedrängt.
Ab Herbst 1462 hielten die Truppen Lancasters, unter Führung des Baron Hungerford und Sir Robert Whittingham, in Alnwick Castle einer Belagerung durch den Earl of Warwick stand und wurden ausgehungert am 1. Januar 1463 durch schottische Truppen unter dem Earl of Angus und Pierre de Brézé befreit.
Sir Robert begleitete Margarete später im Jahr 1463 ins erneute Exil, nach Frankreich, wo er an ihrem dortigen Hof blieb.
1468 erreichte Sir Robert die letzte Bastion des Hauses Lancaster, Harlech Castle in Wales, das seit Jahren schon belagert wurde, um die dortigen Truppen zu unterstützen. Am 14. August 1468 mussten die Belagerten aber aufgeben. Einige der Belagerten wurden hingerichtet, andere gefangen genommen und nach London in den Tower gesperrt, unter ihnen Sir Robert Whittingham. Sir Robert wurde aber letztlich von Eduard IV. begnadigt und freigelassen.
Am 4. Mai 1471 kämpfte Sir Robert bei der Schlacht von Tewkesbury und fiel. Er hat heute seine letzte Ruhestätte in der St. John the Baptist Church, Aldbury, Hertfordshire.

## Ehe und Nachkommen
Mit seiner Gattin Agnes hatte er mindestens eine Tochter:
- Margaret Whittingham ⚭ John Verney